# シンプア

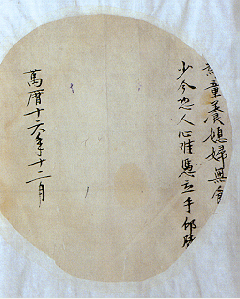
シンプア結婚の証明書（明朝・1588年）

シンプア（台湾語 新婦仔）、あるいはトンヤンシー（中国語: 童養媳）は、中国や台湾で古くに行われた婚姻様式。男女ともに幼児のうちに将来結婚する相手が決められ、幼女を婿になる男児の家庭が買い取って養育し、成人後に買い取った家庭の息子と正式に婚姻させるという制度である。

## 名称
台湾語、潮州語を含む閩南語では「嫁」のことを「新婦」といい、これに小さいことを意味する接尾語の「仔」を付けて、将来嫁とする幼女を「新婦仔」（シンプア、シンプーアー）と称する。同様の構成で、福州語では「新婦囡」（シームーヤン）、広東語では「新抱仔」（サンポウザイ）、客家語では「新婢子」（シンピーズ）と呼ぶ。上海語では養うという動詞を伴って「養新婦」（イアシンブ）と呼ぶ。官話方言では嫁を「媳婦」というので、幼少の頃から育てる嫁という意味で「童養媳」（トンヤンシー）といい、西北方言では「童養媳婦」（トンヤンシーフー）と称する。安徽省銅陵市の呉語では「様媳婦」（イアシエヴ）と称する。

## 歴史
シンプアの制度は宋代に始まったとされるが、類似する婚姻形態はそれ以前に存在していた。前漢の昭帝の皇后（上官皇后）が6歳にして将来の皇后として後宮に入った例などもシンプアに類似した性格を有している。宋代以降はシンプアについての記録が残されるようになり、20世紀初頭までは一般的に行われていたが、台湾では1970年代に消滅した。中国では婚姻法によりシンプアが禁止されたが、福建省など、農村などでは未だに行われている報道がある。

## シンプアの理由
娘の養育が困難な貧困家庭では、娘を比較的に裕福な家庭などに売り渡すことで養育に関する経済的負担を軽減し、他方で買い取った家庭でも婚姻に関する出費を抑えることが可能な上、新たな労働力を期待できると双方の家庭にとって利益があった。このように女家が貧しく男家が豊かなケースが一般的であるが、一部は貧しい男家が財産を期待して裕福な家庭の娘をシンプアにする場合もあった。
一般的な生活水準の家庭が相互に娘を交換するケースもあり、嬰児にして引き取られた後に養家により養育される「婆養媳」（ポーヤンシー）という形態も存在していた。この場合、養育の恩に報いるべく自らシンプアを願う場合もあった。
幼い男児に年上の女性をシンプアとして配する、旧中国にみられた風習。（夫の世話はできる）。
1970年代以降、台湾では経済的に裕福になったことでこのような制度は不要となった。

## シンプアの生涯
シンプアは一種の売買婚でありその地位は労働力として見なされる一般的に低いものであった。しかし実家での生活水準より高い生活環境となり、一部は実家では期待できない教育の機会が与えられる場合もあった。
成人後は正式に結婚することになるが、これを台湾では「送做堆」（台湾語 ソンチョートゥイ）と称す。相手が早世またはシンプアとの婚姻を拒絶した場合は、別人との婚姻か実家に戻される場合がほとんどであるが、一部は養女として養家に迎え入れられる場合もあった。

## 婚姻関係の障害
シンプアによる夫婦は幼少期にはきょうだいのような親近感を構築するが、逆に親し過ぎて性的魅力を感じず、結婚後に性的愛情を持つことが困難となりがちである。このため、女性の出産率は低く、離婚率が高く、なかなか婚姻が成功しなかった。